# Güinima
Güinima est la capitale de la paroisse civile de Vicente Fuentes de la municipalité de Villalba dans l'État de Nueva Esparta au Venezuela.